# Глушнево (Звонська волость)
Глушнево (рос. Глушнево) — присілок в Опочецькому районі Псковської області Російської Федерації.
Населення становить 19 осіб. Входить до складу муніципального утворення Глубоковська волость.

## Історія
Від 2015 року входить до складу муніципального утворення Глубоковська волость.

## Населення
| 2001 | 2002 | 2010 | 2013 | 2014 | 2015 | 2016 |
| ---- | ---- | ---- | ---- | ---- | ---- | ---- |
| 30   | ↘26  | ↘20  | ↗26  | ↘20  | ↘19  | →19  |